# Transporte en Belice
Este artículo trata sobre el transporte en Belice, país ubicado en América Central.

## Transporte público
La mayoría de los beliceños viajan por el país utilizando autobuses públicos como su forma principal de transporte. En los pueblos y ciudades más grandes, como Ciudad de Belice o Belmopán, su capital, hay terminales de autobuses. En lugares más pequeños, hay paradas de autobús. Sin embargo, la forma más común de tomar un autobús es señalándolo en la carretera. En las autopistas Northern y George Price, el servicio de autobuses es más frecuente que en autopistas más pequeñas y otras carreteras. En algunos lugares, como las ciudades pequeñas, los autobuses pueden funcionar solo una vez al día. Los mismos se clasifican como viajes regulares (precios habituales) o viajes expresos (más rápido, a precios ligeramente más altos). Algunos beliceños prefieren andar en bicicleta debido al tráfico o la hora del día. Muchos autobuses son galgos o autobuses escolares, aunque los autobuses expresos más nuevos viajan por las dos carreteras principales.
El domingo 19 de octubre de 2008 se implementó un nuevo sistema de zonificación.

## Carreteras
Belice tiene cuatro carreteras principales de dos carriles pavimentadas con asfalto: la autopista Hummingbird, la autopista del Sur, la autopista George Price y la autopista Philip Goldson. La mayoría de las demás carreteras no están pavimentadas, están en mal estado y en malas condiciones. Un tramo de 14 km (9 millas) de la Autopista del Sur, cerca de Big Falls, también está sin pavimentar. 
A diferencia de la gran mayoría de los países miembros de la Commonwealth, donde conducen por la izquierda, Belice es uno de los pocos miembros de dicha organización en donde se conduce por el lado derecho de la carretera. El cambio se produjo con el fin de estar en línea con sus países vecinos y el resto del continente americano en general, donde la inmensa mayoría de los países conducen por la derecha. El tráfico pasó a circular por el lado derecho de la carretera el 1 de octubre de 1961.